# Demirköy (district)
Demirköy is een Turks district in de provincie Kırklareli en telt 9.128 inwoners (2007). Het district heeft een oppervlakte van 876,8 km².
De bevolkingsontwikkeling van het district is weergegeven in onderstaande tabel.
| 1997   | 2000   | 2007  |
| ------ | ------ | ----- |
| 10.781 | 11.407 | 9.128 |